# 陳矯
陳矯（2世紀—237年7月11日），字季弼，临淮郡东阳县（今安徽天长市）人。本姓刘，与广陵厉王刘胥的后代刘颂为近亲，因過繼與母族而改姓陳，三國時曹魏重臣。

## 生平

### 善於辭令
早期陳矯為了避亂，曾在江東一帶居住，當時孫策和袁術都曾禮聘過陳矯，但陳矯都不應命出仕，更決定回到故鄉廣陵郡居住。廣陵太守陳登邀請陳矯出任郡功曹，並吩咐陳矯到許昌去，他指出：「許都一帶的文士有一些議論，似乎對我的評價並不甚好，請你到許都走一趟，為我聽聽消息，再回來告訴我。」陳矯應命往復一遭後，回來跟陳登說：「聽到附近的言論，都認為您為人頗驕傲自大。」陳登便說：「說到家門嚴謹，德行俱全者，我最敬重陳元方兩兄弟（陳群的父叔）；說到德行清高，如玉般潔白者，我最敬重華子魚；說到正直有義，嫉惡如仇者，我最敬重趙元達；說到博聞強記，才華橫逸者，我最敬重孔文舉；說到英雄傑出，有王霸之略者，我最敬重劉玄德。我如此尊敬他人，又怎會是一個驕傲的人呢？只是其他人太過庸碌，不值一談而已。」可見陳登性格是多麼高雅。而這個高雅的人，對於陳矯也是深深尊敬的。與同郡徐宣齊名但兩人關係不好，不過都被陳登所器重。
後來廣陵郡受到孫權的圍攻，軍情告急，陳登便令陳矯往見曹操求救，陳矯面見曹操時便說：「我們廣陵郡雖然只是一個小郡，但卻是一個地理位置優越的地方。如果可以得到您的救援，敝郡將成為您的藩國，這足以令吳人束手無策，亦可保徐州得以永安。如此一來，您的聲望從此遠震四方，您的仁愛亦得以傳流，那些尚未服從您的國家，也將會望風來附。此舉既可推崇德行，又可培養威勢，實在是王者的所為！」曹操聽到陳矯的分析後，很佩服陳矯的智策，便想把他留在身邊。可是陳矯卻說：「我的國土受到迫害，我只是奉命四出奔走告急求援，就算我做不到像申包胥那樣求得援兵，也不能忘卻弘演的那份忠義啊！」於是曹操便派兵往援，成功擊退吳軍，保存廣陵。其時陳登亦於吳軍退軍路上設伏，乘勢大敗吳軍。

### 重視法制
不久，陳矯受曹操辟為司空掾屬，除相令，征南長史。陳矯任征南（征南即曹仁）長史之時，曾與曹仁屯軍於江陵，其時吳將周瑜來犯，曹軍部曲牛金引兵出戰被圍，曹仁見牛金勢危便要披甲出陣，陳矯便勸曹仁道：「賊兵為數甚多，勢不可當。即使放棄那數百人（指牛金及其手下兵）是很痛苦的決定，將軍你又何必要親身犯險呢！」結果曹仁堅持出軍救援，憑著武勇把牛金及其軍救回城中。陳矯見狀後，對曹仁歎服不已，稱讚他：「將軍真天人也！」
後來陳矯又歷任彭城、樂陵太守，與及魏郡西部都尉。某次曲周縣有一居民因為父親患病，未能治癒，於是獻牛為祭牲以作禱告，結果被縣令處以死刑（無故殺害耕牛，而且平民以牛為祭牲亦違禮法）。陳矯知情後，認為那人是一名孝子，於是下表赦免其罪。沒多久，陳矯就被升為魏郡太守。當時郡中訟獄事案繁多，被囚禁的犯人數以千計，而且經歷好幾年仍保持著這種情況。陳矯認為周代有三典，漢初有三章之法，可見國家必須在刑典方面有所根據，方能作出妥善的裁判及執法。如今為了免卻判決罪名方面的繁務，竟然就此將所有犯人一概囚禁起來，而從沒想過長期囚禁犯人所積累下來的其它問題，實在是很荒謬的事情。於是陳矯憑自己的力量，將郡中所有罪狀都逐一驗證，並即時作出合理裁決。

### 歷任顯職
後來曹操引大軍西征馬超，陳矯奉命擔任丞相長史。曹操班師後陳矯再次回到魏郡，轉為西曹屬。又從軍討伐漢中，回朝後遷任尚書。不久，曹操逝世，在鄴都的群臣都認為要讓太子曹丕襲曹操爵位的話，必須等待一份正式的詔命才可實行。陳矯卻提出異議：「大王在外逝世，天下都感到惶懼。太子（指曹丕）應該放下哀痛立刻繼位，以安定天下之心。而且大王的其它兒子亦在附近，如果不立即行動的話，可能有人萌生異心，讓彼此間的秩序出現混亂，如此則社稷將會面對重大危機。」於是陳矯設置應有的禮儀後，便假借卞夫人的命令立曹丕襲爵，並大赦天下。曹丕事後便說：「陳季弼（陳矯字）即使在面對如此重大事變當中，仍能表現其明略過人的一面，可說是一時俊傑！」到了曹丕篡漢自立後，陳矯擔任吏部的工作，封高陵亭侯，遷尚書令。
曹叡繼位後，陳矯進爵為東鄉侯，食邑六百戶。某次曹叡曾乘車駕到尚書門前，陳矯看見明帝親臨，便出門外跪迎，並問曹叡有何見諭。曹叡說：「我只是想查看一下文書而已。」陳矯聽罷便回應：「這些文書是我的職分範圍所在，而不是陛下您所應了解的事情。如果是我做得不稱職的話，就請陛下辭去我的職務。陛下最好回去吧。」曹叡聽到陳矯之言後，感到慚愧，於是乘車回宮。可見陳矯為人非常耿直。
曾一度被劉曄仗著特進身份誣陷自身「專權」而感到憂慮。當時陳矯便將這個形勢告知兩名兒子，長子陳本想不出甚麼主意，而陳騫就對其父說：「主上是一位明聖的君主，而父親大人您則是一位顧命大臣。即使君臣間有甚麼不如意，對您而言最大的損失也只不過是不能做到三公而已。」結果曹叡果然沒有因讒言而難為陳矯。
後來陳矯遷升為侍中光祿大夫，再於景初元年六月己亥（237年6月13日）遷任司徒。同年七月丁卯日（7月11日）逝世，諡為貞侯。

## 三國演義
在小說《三國演義》中，陳矯初登場於第五十一回，與曹仁一起守備南郡，對抗由周瑜率領的東吳軍隊。其間陳矯曾根據曹操所留下的計策，而令周瑜墮入陷阱，被箭射傷。可是當周瑜以詐死之計引曹仁劫寨時，陳矯未察真偽便支持曹仁劫寨，結果令曹軍大敗收場。負責守城的陳矯更被諸葛亮擒住，被迫交出兵符。
陳矯再出場的時候是書中的第七十八回，當時曹操剛死，群臣商議若要讓曹丕繼位，必須要收到正當的詔命方可進行。官任兵部尚書的陳矯為了穩定眾心，讓曹丕順利繼承曹操之位，便說：「王薨於外，愛子私立，彼此生變，則社稷危矣。」更拔劍割下袍袖，作勢威脅百官說：「即今日便請世子嗣位。眾官有異議者，以此袍為例！」令百官悚懼不已，沒有人敢提出異議。

## 家族

### 外祖父
陳某，東漢魯國相。

### 後代
- 子
  - 陳本：字休元[9]，嗣襲父爵。歷位郡守、九卿。重視綱領，能舉大體，能使屬下盡力效命。有統御才能，不親自處理小事，不讀法律而得廷尉之稱，比司馬岐等優越，精練文理。後來官遷鎮北將軍，假節都督河北諸軍事。
  - 次子陳騫：晉朝車騎將軍，晉朝開國功臣之一，於《晉書》中有傳。
  - 陳稚，陳騫之弟
- 孫
  - 陳粲，陳本子，嗣襲父爵
  - 陳輿，字顯初，陳騫子，拜散騎侍郎、洛陽令，遷黃門侍郎，歷將校左軍、大司農、侍中[10]。
- 曾孫
  - 陳植，字弘先，陳輿子，官至散騎常侍。
- 玄孫
  - 陳粹，陳植子，在永嘉之亂中遇害，晉孝武帝下詔令陳騫另一玄孙襲陳騫爵。死後由弟弟之子陳浩之嗣爵，宋代晉後除爵。
- 後世孫
  - 陳道正：南北朝齊朝宣孝皇后

## 評價
- 曹丕：「陳季弼臨大節，明略過人，信一時之俊傑也。」
- 陳壽：「陳、徐、衞、盧，久居斯位，矯、宣剛斷骨鯁，臻、毓規鑒清理，咸不忝厥職云。」
- 杜黃裳：「然事有綱領小大，當務知其遠者大者；至如簿書訟獄，百吏能否，本非人主所自任也。昔秦始皇自程決事，見嗤前代；諸葛亮王霸之佐，二十罰以上皆自省之，亦為敵國所誚，知不久堪；魏明帝欲省尚書擬事，陳矯言其不可；隋文帝日旰聽政，令衞士傳餐，文皇帝亦笑其煩察。為人主之體固不可代下司職，但擇人委任，責其成効，賞罰必信，誰不盡心。」
- 胡三省：“陈矫、贾逵皆忠于魏，而二人之子皆为晋初佐命，岂但利禄之移人哉？非故家乔木而教忠不先也。”
- 王夫之《读通鉴论》：“青龙、景初之际，祸胎已伏，盖岌岌焉，无有虑此为睿言者，岂魏之无直臣哉？睿之营土木、多内宠、求神仙、察细务、滥刑赏也，旧臣则有陈群、辛毗、蒋济，大僚则有高堂隆、高柔、杨阜、杜恕、陈矫、卫觊、王肃、孙礼、卫臻，小臣则有董寻、张茂，极言无讳，不避丧亡之谤诅，至于叩棺待死以求伸；睿虽包容勿罪，而诸臣之触威以抒忠也，果有身首不恤之忱。”“曹孟德惩汉末之缓弛，而以申、韩为法，臣民皆重足以立；司马氏乘之以宽惠收人心，君弑国亡，无有起卫之者。然而魏氏所任之人，自谋臣而外，如崔琰、毛玠、辛毗、陈群、陈矫、高堂隆之流，虽未闻君子之道，而鲠直清严，不屑为招权纳贿、骄奢柔谄猥鄙之行，故纲纪粗立，垂及于篡，而女谒宵小不得流毒于朝廷，则其效也。”

## 備註
1. ↑  《三国志注·卷二十二·魏书二十二·桓二陈徐卫卢传第二十二》：魏氏春秋曰：矫本刘氏子，出嗣舅氏而婚于本族。徐宣每非之，庭议其阙。太祖惜矫才量，欲拥全之，乃下令曰：“丧乱已来，风教雕薄，谤议之言，难用褒贬。自建安五年已前，一切勿论。其以断前诽议者，以其罪罪之。”
2. ↑  《晋书·卷三十五·列传第五》：陈骞，临淮东阳人也。父矫，魏司徒。矫本广陵刘氏，为外祖陈氏所养，因而改焉。
3. ↑  《晋书·卷四十六·列传第十六》：初，颂嫁女临淮陈矫，矫本刘氏子，与颂近亲，出养于姑，改姓陈氏。中正刘友讥之，颂曰:“舜后姚虞、陈田本同根系，而世皆为婚，礼律不禁。今与此同义，为婚可也．”友方欲列上，为陈骞所止，故得不劾。
4. ↑  《三國志·徐宣傳》：徐宣字宝坚，广陵海西人也。避乱江东，又辞孙策之命，还本郡。与陈矫并为纲纪，二人齐名而私好不协，然俱见器於太守陈登，与登并心於太祖。
5. ↑  春秋時代，衛懿公因好鶴而亡國，屍身為狄人所食，僅其肝尚在。剛出使回國的衛國官員弘演知道此事後，傷心不已，為了讓主公得到全屍，便將衛懿公的肝臟強行放進自己體內，最後弘演自己亦傷重死亡。此舉感動了一直不肯救援衛國的齊桓公，決定出兵重整衛國，訂定新君。
6. ↑  《三國志·陳矯傳》裴注引《魏晉世語》：刘晔以先进见幸，因谮矫专权。矫惧，以问长子本，本不知所出。次子骞曰：“主上明圣，大人大臣，今若不合，不过不作公耳。”后数日，帝见矫，矫又问二子，骞曰：“陛下意解，故见大人也。”既入，尽日，帝曰：劉曄构君，朕有以迹君；朕心故已了。”以金五鉼授之，矫辞。
《晉書》簡版：初，矯為尚書令，侍中劉曄見幸于魏明帝，譖矯專權。矯憂懼，以問騫。騫曰：「主上明聖，大人大臣，今若不合意，不過不作公耳。」後帝意果釋……
7. ↑  .   [2020-09-21]. （原始内容存档于2017-08-11）.
8. ↑  《元和姓纂·陳》【廣陵】：胡公之後，漢末魯相〈失名〉無子，以外孫劉矯為嗣，魏司徒東鄉侯，生騫晉太尉
9. ↑  《世说新语·方正第五》引郭颁《魏晋世语》
10. ↑  《晉書·陳騫傳》

## 延伸阅读
[在维基数据编辑]
 《三國志·卷22》，出自陳壽《三國志》